# Microphis fluviatilis
Microphis fluviatilis és una espècie de peix de la família dels singnàtids i de l'ordre dels singnatiformes.

## Morfologia
- Els mascles poden assolir 21 cm de longitud total.[4][5]

## Reproducció
És ovovivípar i el mascle transporta els ous en una bossa ventral, la qual es troba a sota de la cua.

## Hàbitat
És un peix demersal de clima tropical.

## Distribució geogràfica
Es troba a Àfrica: des del riu Sabaki (Kenya) fins a Coffee Bay (Sud-àfrica). També és present a Madagascar i Zimbàbue.